# Штовхач
Штовхач (рос. толкатель, англ. pusher, нім. Aufschieber, Aufschiebevorrichtung f, Stösselanlage f, Stössel m) — механізм для переміщення (проштовхування) чогось — наприклад, вагонів, вагонеток на невелику відстань. Застосовується на навантажувальних пунктах, приймально-відправних майданчиках, у пристовбурних дверях. Переміщення вагонеток здійснюється за допомогою кулаків, що мають механічний зв'язок з тяговим органом, який стримує рух від приводного механізму.